# Apostolische prefectuur Joezjno-Sachalinsk
De Apostolische prefectuur Joezjno-Sachalinsk (Latijn: Apostolica Praefectura Sachaliniana Meridionalis; Russisch: Южно-Сахалинская апостольская префектура, Joezjno-Sachalinskaja apostolskaija prefektura) is een in Rusland gelegen rooms-katholieke Apostolische prefectuur met zetel in de stad Joezjno-Sachalinsk. De prefectuur beslaat het eiland Sachalin en de Koerilen. Het valt als immediatum onder direct gezag van de Heilige Stoel.
De prefectuur werd op 18 juli 1932 opgericht als missio sui juris Karafuto. Het gebied was daarvoor onderdeel van het Japanse apostolisch vicariaat Sapporo. Op 21 mei 1938 werd de missie verheven tot apostolische prefectuur. Op 10 april 2002 werd de naam veranderd van Karafuto in Joezjno-Sachalinsk.
Sinds 1953 wordt de prefectuur geleid door een apostolisch administrator. Tot 1989 was dit de bisschop van Sapporo. Sinds 2002 wordt deze functie bekleed door de bisschop van Irkoetsk.

## Prefecten van Joezjno-Sachalinsk
- 1938-1941: Felice Herrmann OFM
  - 1941-1944: Toda Lorenzo Tatewaki (Administrator)
- 1944–1953: Agostino Isamu Seno
- 1953-1989: Benedict Takahiko Tomizawa (tevens bisschop van Sapporo)
- 2002–2003: Jerzy Mazur (tevens bisschop van Irkoetsk)
- 2003-heden: Cyryl Klimowicz (tevens bisschop van Irkoetsk)

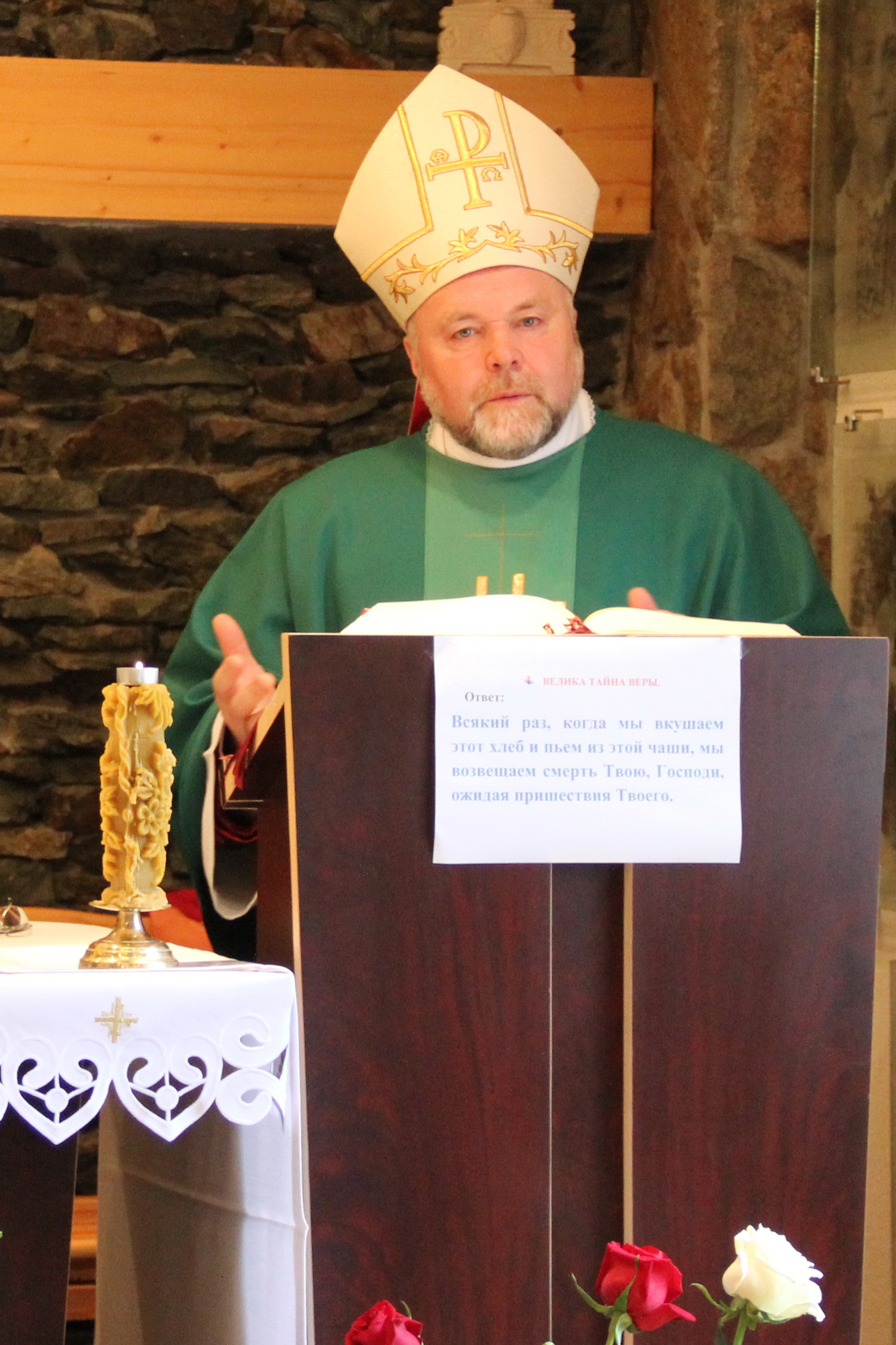
Cyryl Klimowicz, bisschop van Irkoetsk en administrator van Joezjno-Sachalinsk